# Robocar Poli
Robocar Poli (로보카 폴리) est une série télévisée d'animation sud-coréenne produite par RoiVisual et diffusée depuis le 28 février 2011 sur EBS.
En France, la série a été diffusée sur Tiji et Gulli entre 2012 et 2017 et rediffusé en 2021 sur ces chaînes. Elle est désormais diffusée sur Piwi+ depuis 2011.
Au Québec, elle est diffusée depuis le 10 septembre 2018 à Télé-Québec.

## Synopsis
Dans la cité de Vroom Ville, habitants et voitures vivent en parfaite harmonie. Les voitures de l'équipe de secours aident tous les habitants en danger aidée de leur amie.

## Personnages

### Équipe de secours de vroom Ville
- Poli : voiture de police, chef de l'équipe de secours
- Roy : camion de pompier, le plus fort de l'équipe de secours
- Heli : hélicoptère, le plus petit de l'équipe de secours
- Ambre : ambulance, la plus intelligente de l'équipe de secours
- Julie : réceptionniste du centre de l'équipe de secours

### Autres
- Pelleto : pelleteuse
- Rudy et Benji : ami de Mini
- Max : rouleau compresseur
- Tounet : nettoyeuse
- Poids Lourd : camion-benne
- Cracra : dépanneuse
- Bulldo : bulldozer
- Taco : taxi
- Totobus : bus scolaire
- Posti : facteur
- Micky : bétonnière
- Tanguy : semi-remorque
- Trac : grue jaune
- Tric : grue orange
- Truc : grue bleue
- M. Moustache : vieux notable
- Mini : petite-fille de M. Moustache
- Marine : bateau de livraison
- Titan : camion porteur
- M. Maçon
- M. Dupneu
- Whooper : bus géant
- Minmin : le dauphin de Marine
- Sesi : le bateau de livraison de Tanguy
- Levtout : chariot-élévateur
- Campi : journaliste
- Bulldi : bulldozer , petit frère de Bulldo
- Mme Bella : chef de Tanguy et Levtout
- Tracky : fermier
- Marc et Bucky : Voitures de l'équipe de secours en montagne
- Trino : Train

## Fiche technique
- Titre original : RoboCar Poli (로보카 폴리)
- Titre français : Robocar Poli
- Création : Lee Dong-woo (RoiVisual)
- Conception des personnages :
- Storyboards :
- Décors :
- Animation :
- Production :
- Sociétés de production : RoiVisual, EBS
- Pays : Corée du Sud
- Langue : anglais
- Nombre d'épisodes : 104 (4 saisons)
- Durée : 11 minutes
- Dates de première diffusion :  Corée du Sud : 2011 ;  France : 2012

## Distribution

### Voix françaises
- Donald Reignoux : Poli
- Christophe Lemoine : Roy et Micky
- Adeline Chetail : Ambre et Annie
- Catherine Desplaces : Héli
- Fily Keita : Julie, Mini, Sophie, Mary et Bulldi
- Alexis Tomassian : Bulldo
- Thomas Sagols : Taco, Posti et Toby
- Bruno Magne : Tanguy, M. Maçon et Titan
- Noémie Orphelin : Sesi et Mme Bella
- Benjamin Gasquet : Tracky et Bucky
- Hervé Grull : Tounet, Benji, Kevin, Noah et Léon
- Jim Redler : Rudy et Cracra
- Bertrand Liebert : Totobus et Levtout
- Pierre-François Pistorio : M. Dupneu

 Source et légende : version française (VF) sur RS Doublage et cartons du doublage français.

## Épisodes

### Saison 1 (2011)
1. L'Équipe de secours de Vroom Ville
2. Les Mésaventures de Totobus
3. Un problème en béton
4. Un nouvel ami
5. Allez, Cracra, au contrôle
6. Une belle frayeur
7. Totobus le risque-tout
8. À la recherche d'un trésor
9. Une leçon de confiance
10. L'Anniversaire surprise d'Héli
11. Tout doux, Tounet
12. Micky est en colère
13. Le Caprice de Mini
14. Tout le monde peut faire des erreurs
15. Le Concours de vantardise
16. La Promesse de Totobus
17. Un petit service, Tounet
18. Un drôle de record
19. Les Arbres de l'amitié
20. L'Aide-mémoire
21. Jeu de cache-cache
22. Le Héros de Benji
23. Halte au gaspillage
24. Choisis ton camp
25. Attention au surmenage
26. Un nouvel habitant à Vroom Ville

### Saison 2 (2012)
1. Quel farceur ce Rudy !
2. Une belle leçon pour monsieur Dupneu
3. Des acrobaties dangereuses
4. Bulldo n'a pas l'esprit d'équipe
5. Le Cadeau d'anniversaire
6. Qui est qui ?
7. Un artiste est né
8. Un ami pour la vie
9. Attention aux abeilles
10. La Compétition d'athlétisme
11. La Vallée de la chouette
12. Un trésor à partager
13. Sauvons Min Min
14. Loin des yeux
15. Trop c'est trop
16. Le Super Ballon d'or
17. La Boule à neige
18. La Sortie en forêt
19. Pour l'amour d'une fleur
20. De toutes les couleurs
21. La Médaille du courage
22. Un malentendu
23. Une tache de trop
24. La Lettre bleue
25. Chantons tous en chœur
26. Continuons tous en chœur

### Saison 3 (2014)
1. Un visiteur pas très commode
2. Sauvons Héli !
3. Le Cauchemar de Totobus
4. Le Petit Frère de Bulldo
5. Le Cadeau parfait
6. Une cachette dangereuse
7. Un nouvel ami pour Tanguy
8. La Collection de moulins à vent
9. Attention au ballon !
10. Jouer ensemble, c'est mieux !
11. Bravo Pelleto
12. Bienvenue Levtout
13. À la rescousse de Tounet
14. Le Secret de Poli
15. Le Carton d'invitation
16. Un malade imaginaire
17. Une récompense très attendue
18. Vive l'honnêteté
19. Max et son poisson
20. Respectons les règles
21. À votre service, Monsieur Maçon
22. Ça suffit, Cracra
23. Quelle chaleur
24. La Médaille de Madame Bella
25. Un problème de taille
26. Mission Escalade

### Saison 4 (2015)
1. Un nouveau venu à Vroom Ville
2. Un peu d'ordre
3. Le caprice
4. Des roues pour Heli
5. Comme deux gouttes d'eau
6. Le rêve de Marine
7. Le super Blob
8. La chasse au gaspillage
9. Buldi a disparu
10. Les gâteaux de la chance
11. Une visite à la ferme
12. L'aventure de Rudy
13. Dangers dans la forêt (1re partie)
14. Dangers dans la forêt (2e partie)
15. Levtout est en colère
16. Un cadeau pour bulldo
17. Miracle chez tracky !
18. Un orage à vroom ville
19. Sacré Campy
20. La pêche miraculeuse de Truc
21. Merci Roy
22. Le tour de magie de Cracra
23. Bulldo apprend à aider ses amis
24. Des framboises pour Monsieur Dupneu
25. La nouvelle gare de Vroum Ville
26. La rencontre avec Trino

### Saison 5 (2020)
26 épisodes ont été diffusés du 2 juillet au 13 août 2020.